# Книга Цзинь
Книга Цзинь (кит. трад. 晉書, упр. 晋书, пиньинь Jìn Shū, палл. Цзинь шу) — официальная история государства Цзинь, существовавшего в 265—316 годах на территории всего Китая (эпоха Западной Цзинь), а в 316—420 годах — на территории только южной части страны (эпоха Восточной Цзинь), в связи с чем в её тексте, помимо истории собственно Цзиньской империи, затрагивается и история существовавших одновременно на севере шестнадцати варварских государств.

## История создания
Когда после нескольких веков раздробленности китайские земли оказались вновь объединены в единую империю, правителями Империи Тан была поставлена задача создания официальных историй существовавших до них государств по образцу и подобию официальных историй предшествующих китайских империй. Было создано шесть авторских коллективов, которые собрали и обобщили документы по выделенному для них государству; коллектив, работавший над историей империи Цзинь возглавил сам главный министр Фан Сюаньлин. Ряд разделов для «Книги Цзинь» написал лично император Ли Шиминь. Создание исторического труда было завершено в 648 году.

## Структура
В летописи — три традиционных раздела и один нетипичный для писавшихся ранее китайских официальных династийных историй:
- «Бэньцзи» («основные записки»), 10 цзюаней — изложение событий, имевших место при отдельных императорах
- «Чжи» («трактаты»), 20 цзюаней — описания обрядов и обычаев, состояния администрации, военного дела, экономики и торговли, географии, календаря, наук и искусств
- «Лечжуань» («жизнеописания знаменитых»), 70 цзюаней — биографии императриц и наиболее крупных сановников
- «Цзайцзи» («дополнительные записи»), 30 цзюаней — биографические записи о правителях варварских государств, существовавших одновременно с империей Цзинь